# Podklanec (Črnomelj, Slovenija)
Podklenec je naselje u slovenskoj Općini Črnomelju. Podklenec se nalazi u pokrajini Dolenjskoj i statističkoj regiji Jugoistočnoj Sloveniji. 

## Stanovništvo
Prema popisu stanovništva iz 2002. godine naselje je imalo 93 stanovnika.